# International Tunneling and Underground Space Association
Die International Tunneling and Underground Space Association, französisch Association Internationale des Tunnels et de l’Espace Souterrain (kurz ITA für ursprünglich International Tunneling Association, respektive AITES) ist der internationale Dachverband für Tunnel- und technischen Untertagebau.

## Geschichte
1970 fand in Washington eine Konferenz statt, die die OECD (Economic Operation and Development) für die Beratung der UNO-Mitglieder in Sachen des Tunnelbaus organisiert hatte, und an der 18 Länder teilgnahmen. Dort wurde auch angeregt, eine zentrale internationale Organisation für die Beziehungen Interessierter einzurichten.
Die International Tunneling Association wurde dann auf Initiative von ursprünglich 19 Ländern 1974 gegründet, das Inaugurationsmeeting fand in Oslo mit schon 20 Mitgliedern statt. 1975 wurde die erste Generalversammlung in München abgehalten. Deutschland und die Schweiz waren Gründungsmitglieder, Österreich ist seit der 3. General Assembly in Stockholm 1977 beteiligt.

## Organisation
2015 hatte die Organisation 73 Teilnehmerstaaten, und insgesamt 300 Mitglieder auch aus Wissenschaft, Forschung und Wirtschaft, darunter auch Einzelpersonen.
Ansässig ist die Institution an der EPF(ETH) Lausanne, bei der Faculté Environnement Naturel, Architectural et Construit (ENAC). Dort befindet sich das ITA-Sekretariat.
Hauptorgan ist die jährliche Hauptversammlung (General Assembly), die jeweils in einem Mitgliedsland stattfindet.
Leitungsorgan ist der Executive Counsil, der Präsident der Gesellschaft wird für je drei Jahre gewählt, seit 2013 ist der Däne Søren Degn Eskesen in dieser Funktion aktiv.[veraltet]
Die eigentliche Arbeit findet in etlichen Arbeitsgruppen und 4 Komitees statt.
Eine weitere Unterorganisation ist die Young Members Group als Plattform für Berufseinsteiger und Studenten.

## Agenden
Ziele der Institution sind:
- Förderung der Nutzung des Untergrunds zum Wohl der Öffentlichkeit, der Umwelt und der nachhaltigen Entwicklung
- Fortschritte in Planung, Auslegung, Bau und Unterhaltung von Tunneln und anderen unterirdischen Bauwerken (wie Kavernen für Anlagen oder Lagerung einschließlich Entsorgung)

Eine besondere Rolle spielen neue Technologien der Sicherheit in der Bauphase und im Betrieb von Tunnels einschließlich U-Bahn-Systemen und ähnlichem.
Die Komitees sind:
- ITA-COSUF, Committee on Operational Safety in Underground facilities – Plattform für Betriebssicherheit, in Zusammenarbeit mit der World Road Association (PIARC) und den führenden europäischen Brandforschungsorganisationen.
- ITA-CET, Committee on Education and Training – Netzwerk für Forschung und Ausbildung (genannt «University Network»)
- ITACUS, Committee on Underground Space – Plattform für die langfristige Entwicklung urbanen Untergrunds
- ITAtech, Committee on New Technologies – insbesondere für die Zusammenarbeit mit der Wirtschaft, Plattform für Konstrukteure, Hersteller, Bauunternehmen und Zulieferer

Die Arbeitsgruppen
umfassen etwa Forschung, Vertragsusancen, und technologische und planerische Spezialfragen, aber auch ein internationales Verzeichnis der Tunnel (WG Catalog of Tunnels, derzeit inaktiv; einzelne nationale Organisationen führen das weiter, so die Schweizer Tunneldatenbank).
Die ITA veranstaltet den World Tunnel Congress, der üblicherweise viertägig parallel zur Generalversammlung stattfindet.
Weiters vergibt die Organisation den ITA Tunnelling Award (den „Oskar des Tunnelbaues“ genannt), bei dem herausragende Projekte, Initiativen und Akteure der Branche prämiert werden.

## Nationales
In den einzelnen Mitgliedstaaten befinden sich nationale Komitees, durch nationale Institutionen vertreten, darunter:
- Deutscher Ausschuss für unterirdisches Bauen e. V. – DAUB[L 1]
- ITA Austria (ansässig in Wien, unter der Leitung von Robert Galler, Subsurface Engineering an der Montanuniversität Leoben):[L 2]
Beteiligt sind Österreichische Gesellschaft für Geomechanik (ÖGG), Austrian Tunnel Association (ATA), Österreichische Bautechnik Vereinigung (ÖBV), Österreichische Forschungsgesellschaft Strasse – Schiene – Verkehr (FSV) und Österreichischer Ingenieur- und Architekten-Verein (ÖIAV); die ITA Austria veranstaltet regelmäßig den zweijährlichen Österreichischen Tunneltag in Wien, und mit der ÖGG das jährliche Geomechanik Kolloquium in Salzburg[1]
- STS Swiss Tunnelling Society, Fachgruppe für Untertagbau (FGU)[L 3]
Die FGU veranstaltet den Swiss Tunnel Congress; sie führt auch die Schweizer Tunneldatenbank.[12]